# Ləngan
Ləngan è un comune dell'Azerbaigian situato nel distretto di Masallı. Conta una popolazione di 476 abitanti.